# Departament d'Ocotepeque
El departament de Ocotepeque és un dels 18 departaments en què es divideix Hondures. És fronterer tant amb Guatemala com amb El Salvador.

## Història
En la primera Divisió Política Territorial en 1825, formava part del partit de Santa Rosa de los Llanos (avui Santa Rosa de Copán), departament de Gràcies. L'Assemblea Nacional Constituent per Decret Núm 106 de data 20 de febrer de 1906 creo el Departament d'Ocotepeque, sent el President de la República el General Manuel Bonilla, President de l'Assemblea Nacional el Doctor Fausto Dávila.

## Divisió administrativa

### Municipis
1. Ocotepeque
2. Belén Gualcho
3. Concepción
4. Dolores Merendón
5. Fraternidad
6. La Encarnación
7. La Labor
8. Lucerna
9. Mercedes
10. San Fernando
11. San Francisco del Valle
12. San Jorge
13. San Marcos
14. Santa Fe
15. Sensenti
16. Sinuapa